# Onthophagus semicinctus
Onthophagus semicinctus là một loài bọ cánh cứng trong họ Bọ hung (Scarabaeidae).